# Јосип Косматин
Јосип Косматин (Љубљана, 22. децембар 1897 — Љубљана, 11. септембар 1961) бивши је југословенски бициклистички репрезентативац, специјалиста за друмски бициклизам.
Учествовао је на Летњим олимпијским играма 1924. у Паризу и такмичио се поједниначно и екипно у друмској трци. У појединачној трци на 188 км био је 37. Резултати појединачне трке рачунали су се и за екипну конкуренцији. Екипа се такмичила у саставу: Ђуро Дукановић, Јосип Косматин, Коломан Совић и Милан Трубан. Трку су завршили на 10. месту.. Учествовале су 22 репрезентације.